# Iodometria
La iodometria è una titolazione di ossidoriduzione che usa come reattivi ioduro e tiosolfato.
La tecnica sfrutta le deboli capacità riducenti dello ioduro, che viene ossidato da ossidanti forti, per produrre in soluzione iodio molecolare in quantità proporzionali all'analita; quindi lo iodio viene titolato con tiosolfato. Si deve fare attenzione a non confondere questa metodica con la iodimetria che usa lo iodio come titolante.
Si opera in questo modo perché lo ioduro non può essere utilizzato come titolante diretto in quanto non esiste un opportuno indicatore per rilevare il punto finale. Mentre titolando lo iodio si può utilizzare la salda d'amido.
Una titolazione iodometrica si esegue come segue:
1. preparare la soluzione di analita;
2. aggiungere un eccesso di ioduro in soluzione acquosa;
3. titolare lo iodio con tiosolfato.

Risulta essere importante il pH in quanto molti ossidanti esplicano meglio la loro azione ossidante in ambiente acido:
2MnO4- + 10I- + 16H+ → 2Mn2+ + 5I2 + 8H2O
e per evitare la dismutazione dello iodio in ambiente alcalino:
3I2 + 6OH- → 5I- + IO3- + 3H2O
Il rischio che lo iodio volatilizzi viene evitato lavorando in eccesso di ioduro:
I2 + I- → I3-
il triioduro, dal caratteristico colore bruno, rimane solubile in acqua.
Infine la concentrazione di iodio viene determinata col tiosolfato che si ossida a tetrationato:
I3- + 2S2O32- → 3I- + S4O62-
Durante quest'ultima operazione occorre mantenere l'agitazione per evitare che si creino eccessi locali di tiosolfato che in ambiente acido si decompone (dismuta a solfito e zolfo). Inoltre la salda d'amido deve essere aggiunta poco prima del punto equivalente in quanto la dissociazione del complesso amido-I2 è lenta e perché l'amido a bassi valori di pH si idrolizza.
Per iodometria possono essere titolati tutti gli ossidanti che riescano ad ossidare lo ioduro, alcuni ioni con cui si può sfruttare questa tecnica sono: permanganato, dicromato, ipoclorito, cerio tetravalente, ferro trivalente, iodato, bromato, acqua ossigenata e ozono.
Inoltre possono essere titolate anche sostanze riducenti, difatti queste vengono ossidate con un eccesso di ossidante e tramite iodometria viene titolato l'eccesso.